# Пхакоч
Пхакоч (чечен. Пхьакоч) — средневековый башенный комплекс на южной окраине села Итум-Кали (Чечня) на берегу реки Дёре-Ахк у входа в ущелье Тазбичи. Расположен на высоте 850 метров над уровнем моря.

## Описание

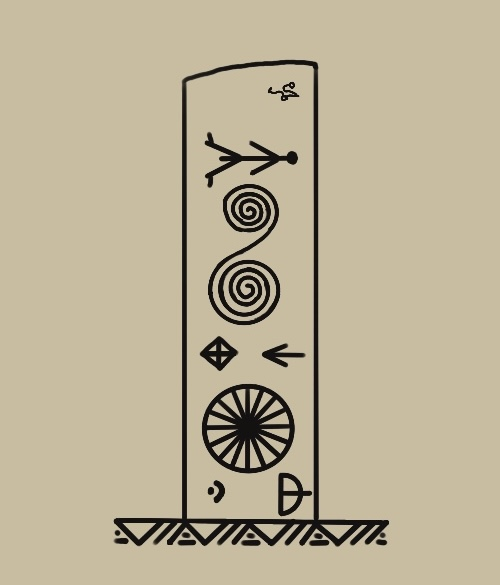
Стела у погребения в селении Пхакоч

Комплекс датируется X—XII (XI—XIV) веками. В его состав входят жилая башня высотой примерно 10 метров, мельница, укрепления, хозяйственные строения. В 1960 году учёными отмечалось что на территории сельского кладбища находился подземный склеп, инвентарь был невыразительным, ввиду того, что склеп когда-то был основательно ограблен. В ходе реконструкции на территории комплекса также были возведены мечеть, ряд других построек, а весь комплекс был обнесён высокой каменной стеной. По территории проходит единственная улица. На башнях и постройках комплекса имеются многочисленные петроглифы. А на мечети перестроенной из жилой башни имеются надписи на арабском «Сделавший эту мечеть Аку сын Зиука и его сын Зубайр» и «Это Гарш паломник обоих святынь сын шейха Музза-хаба».
В настоящее время напротив села Итум-Кале по правую сторону река Дёре-ахк находятся руины жилых башен посёлка Хучара, а по левую — возвышается хорошо сохранившийся замковый комплекс Пхакоч. В 1927—1928 годах в поисках петроглифов его осматривал Бруно Плечке, а в 1958 и 1960 годах здесь же проводились исследования В. И. Марковиным возглавлявшим Горный Аргунский отряд Северокавказской археологической экспедиции. Пхакоч (Пхакоча — «поселение верхнего края») расположен у входа в ущелье Тазбичи, с западной стороны обращен к каменистому ложу горы Дёре-ахк, а с востока упирается в склоны горы Цуника. Через Пакоч проходит одна продольная улица. Лучше всего сохранилась его западная часть, состоящая из шести помещений.
На первом этаже одной из башен расположен краеведческий музей, а на втором — мемориальный музей председателя Госсовета Чечни Хусейна Исаева. В краеведческом музее экспонируются бытовая утварь, орудия труда, традиционные одежда и оружие чеченцев, другие исторические артефакты. Экспозиция музея Хусейна Исаева воспроизводит обстановку рабочего кабинета политика. Здесь хранятся его личные вещи, документы с его пометками, научные труды Исаева.
Площадь территории замкового комплекса составляет около 17 тысяч м², он протянулся с востока на запад на 140 метров.